# Josef Bilkovsky
Josef Bilkovsky (* 27. Oktober 1871; † 15. Oktober 1940) war ein österreichischer Politiker (SDAP). Bilkovsky war von 1926 bis 1927 sowie 1932 Abgeordneter zum Landtag von Niederösterreich. 
Bilkovsky arbeitete als Weber in Marienthal und war 1918 Gemeinderat in Gramatneusiedl. Er hatte von 1919 bis 1934 das Amt des Bürgermeisters inne und war vom 24. März 1926 bis zum 20. Mai 1927 Abgeordneter zum Landtag von Niederösterreich. Bilkovsky hatte vom 24. Februar 1932 bis zum 21. Mai 1932 erneut Mandatar im Landtag. 

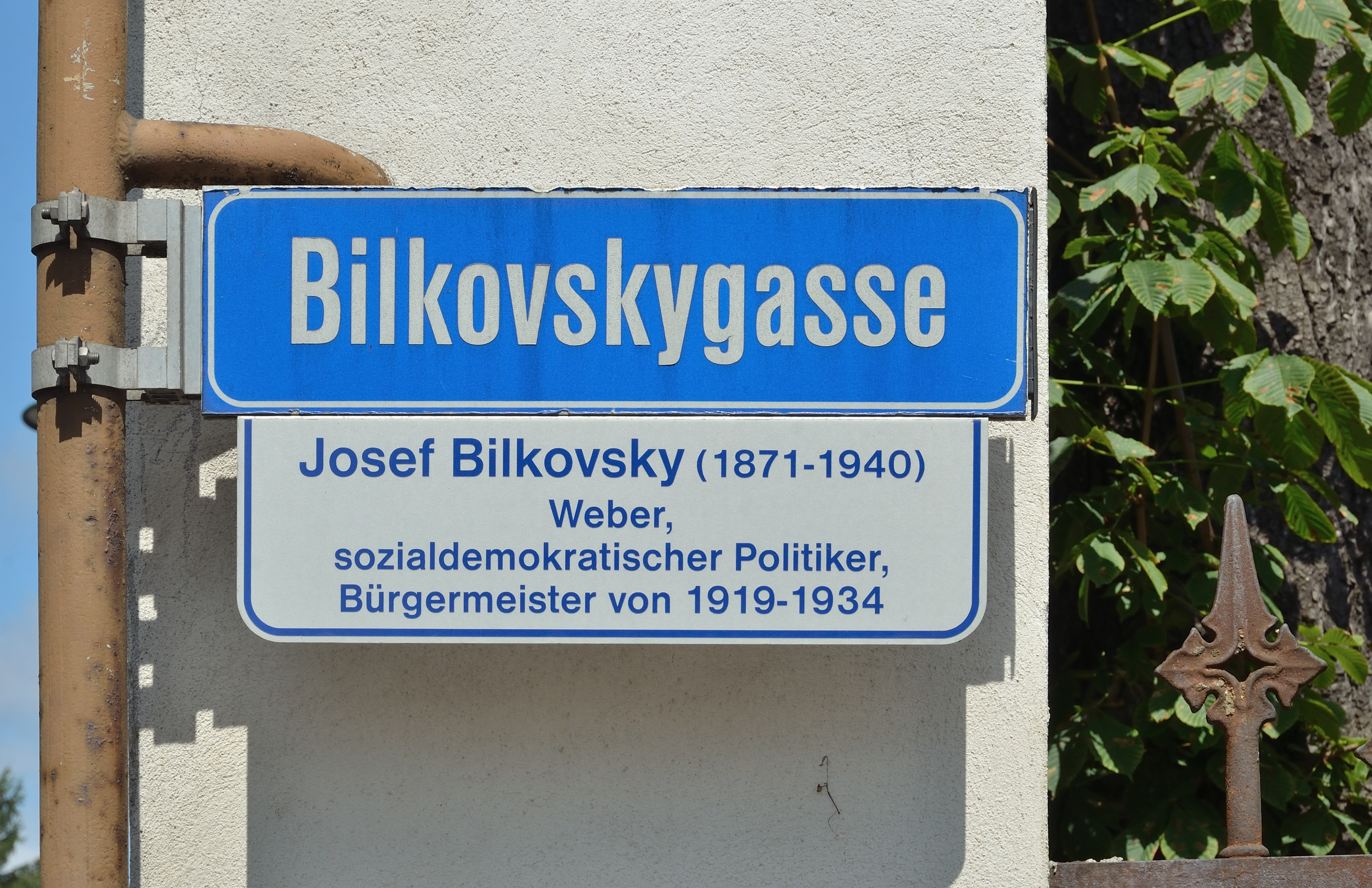
Straßenschild in Gramatneusiedl

Nach Bilkovsky ist eine Straße in Gramatneusiedl benannt.